# Rat der Traditionellen Führer
Der Rat der Traditionellen Führer (englisch Council of Traditional Leaders) ist das Beratungsgremium der traditionellen Verwaltungen in Namibia. Dem Rat steht vor allem das Recht zu den Staatspräsidenten in Fragen zu kommunalem Farmland zu beraten.
Der Rat setzt sich aus bis zu zwei Mitgliedern jeder traditionellen Verwaltung, darunter mindestens dem jeweiligen traditionellen Führer, zusammen. Die Mitglieder werden nach Vorschlag vom Minister für städtische und ländliche Entwicklung ernannt. Eine Legislaturperiode dauert fünf Jahre. Bei der ersten Sitzung wird ein Vorsitzender und sein Vertreter gewählt.
Vorsitzender ist (Stand August 2019) Immanuel ǂNu-axa ǃGâsebKlicklaut der ǃOeǂgan.